# Blackfire (DC Comics)
Blackfire (alter ego – Komand'r) – fikcyjna postać (złoczyńca), występująca w komiksach o przygodach drużyny Teen Titans, wydawanych przez DC Comics. Twórcami Blackfire są scenarzysta Marv Wolfman i rysownik George Pérez, zadebiutowała ona w komiksie New Teen Titans vol.1 #22  (wrzesień 1982). Blackfire jest pozaziemską księżniczką, jej siostrą jest członkini Teen Titans – Starfire (Koriand'r), ma także brata – Darkfire (Ryand'r), będącego członkiem drużyny Omega Men.
Blackfire gościła również w dwóch serialach animowanych o przygodach Teen Titans: Młodzi Tytani (Teen Titans) i Młodzi Tytani: Akcja! (Teen Titans Go!). W Polsce za sprawą tych dwóch seriali znana jest powszechnie pod imieniem Kometa.

## Opis postaci
Księżniczka Komand'r była najstarszym dzieckiem królewskiej rodziny rządzącej planetą Tamaran. Mimo iż była pierworodną, tytuł dziedzica tronu przypadł jej młodszej siostrze o imieniu Koriand'r. Król Myand'r wysłał obie córki na szkolenie do Warlords of Okaara. Wówczas nienawistna Komand'r zdradziła swój ród i sprzymierzyła się z wrogami Tamańczyków – Imperium Citadel, a następnie uczyniła ze swojej młodszej siostry niewolnicę. Wiele lat później obie siostry zostały więźniami rasy Psionów. Tamarianki stały się obiektami sadystycznych eksperymentów, w wyniku których zostały obdarzone ogromnymi mocami. Po ucieczce z rąk Psionów, Komand'r (znana odtąd jako Blackfire), oraz Koriand'r (używająca pseudonimu Starfire) wielokrotnie ścierały się. Komand'r uwolniła Tamaran spod władzy Imperium Citadel i została królową planety do czasu jej zniszczenia przez Sun-Eatera

## Moce i umiejętności
Podobnie jak jej siostra, Komand'r  posiada naturalną dla swojej rasy moc przyswajania energii promieniowania słonecznego. Potrafi latać, a w walce miota pociskami energetycznymi. Posiada także zdolność przyswajania obcych języków.

## W innych mediach

### Seriale i filmy animowane

#### Teen Titans
W serialu animowanym Młodzi Tytani (Teen Titans) z lat 2003–2006, występująca tu wersja Blackfire jest w dużej mierze wierna komiksowemu pierwowzorowi. W polskiej wersji językowej nazywana jest Kometą. W 2 odcinku pierwszego sezonu pod tytułem Siostry (Sisters) Kometa przybywa na Ziemię, gdzie poznaje przyjaciół Gwiazdki (polska nazwa Starfire) z grupy Młodych Tytanów. W prezencie podarowała Gwiazdce kryształ, oraz starała się zaimponować Robinowi i pozostałym Tytanom, co skłoniło pogrążoną w smutku Gwiazdkę do opuszczenia szeregów drużyny i Ziemi. Zrozpaczoną Tamarankę uprowadzają kosmici, którzy później okazują się być funkcjonariuszami policji. Omyłkowo aresztowali oni Tytankę, gdyż ta była w posiadaniu podarowanego przez jej siostrę drogocennego kamienia, który okazał się być skradziony. Kiedy dla wszystkich staje się jasne, że Kometa próbowała wrobić młodszą siostrę i uciec z Ziemi, Gwiazdka rozpoczęła za nią pościg. Walkę obu sióstr przerywa kosmiczna policja, która aresztuje Kometę. W odcinku Narzeczony (Betrothed) trzeciego sezonu wychodzi na jaw, że Kometa uciekła z więzienia i została władczynią Tamaran. Zmusiła Gwiazdkę by ta poślubiła bagiennego kosmitę, wmawiając jej, że jest to jedyny sposób aby zapobiec wojnie, w wyniku której ucierpiałaby ich rodzinna planeta. Pozostali Tytani wykrywają spisek zawiązany przez Kometę i narzeczonego. Gwiazdka wygrywa z Kometą walkę o tron, a następnie przekazuje ją swemu opiekunowi z lat dzieciństwa. W krótkometrażowym filmie animowanym pod tytułem Blackfire's Babysitter wyjaśniono, że Kometa poślubiła bagiennego kosmitę (tego samego, który miał zostać mężem Gwiazdki) i urodziła mu czworaczki. W wersji angielskiej głosu postaci użyczyła Hynden Walch, zaś w polskiej wersji językowej wpierw Anna Sroka (odcinek Siostry), a następnie Agnieszka Kunikowska (odcinek Narzeczony).

#### Teen Titans Go!
W serialu animowanym Młodzi Tytani: Akcja! (Teen Titans Go!), będącym komediowym spin-offem poprzedniego serialu, Kometa pojawia się w odcinku Mr. Butt. Szukając schronienia przed ścigającymi ją robotami komicznej policji, przybywa na Ziemię. Jej wizyta ucieszyła Gwiazdkę, jednak jej przyjaciele pozostali nieufni. Chcąc spędzić ze starszą siostrą nieco czasu, Gwiazdka nieświadomie pozwoliła upodobnić się do niej. W ten sposób naiwna Tamiarianka dała się przechytrzyć siostrze, przez co została złapana przez roboty pościgowe, które przewiozły ją do więzienia. Po odkryciu zniknięcia przyjaciółki Tytani próbują bezskutecznie nauczyć nikczemną kosmitkę jak być dobrą siostrą. Kiedy Kometa zdaje sobie sprawę, że jej siostrzyczka jest jedyną osobą, która ją kocha, odmienionej przez pobyt w więzieniu Gwiazdce udaje się zbiec i odszukać sprawczynię jej nieszczęścia. Gwiazdka rzuca się na Kometę, która stara się jej wyjaśnić, że się zmieniła i prosi ją o przebaczenie (oddaje jej nawet zabraną w dzieciństwie lalkę). Gwiazdka pozostaje na to niewzruszona.